# Дарест де ла Шаванн, Родольф
Родольф-Мадлэн-Клеофас Дарест де ла Шаванн (1824—1911) — французский юрист.

## Биография
Брат историка Антуана-Клеофаса Дарест де-ла-Шаванн; был адвокатом при Государственном совете и кассационном суде; с 1877 г. член кассационного суда.
Первоначально внимание его сосредоточивали на себе различные вопросы административного права и особенно институт административной юстиции. В этой области он издал две очень ценные монографии: «Études sur les origines du contentieux administratif en France» (1855—1857) и «La justice administrative en France» (1862).
Затем он занялся преимущественно работами по истории древнего права: «Du prêt à la grosse chez les Athéniens» (1867); «Traité des lois de Théophraste» (1870); «Les anciennes lois de l’Islande» (1881); «Mémoire sur les anciens monuments du droit de la Hongrie» (1885) и др.
В 1889 г. издал «Études d’histoire du droit», в которых объединил результаты своих исследований по истории права различных народов. С целью расширить район своих историко-юридических изысканий, изучил в 1890-е годы русский язык и пользовался работами русских ученых, например М. М. Ковалевского, сочинениям которого он посвятил ряд статей в «Journal des Savants» (1887 и 1893 г.). В 1892 г. вышла «La Science du droit en Grèce» (Platon, Aristote, Théophraste). Также перевёл на французский язык речи Демосфена.